# Lonomia descimoni
Lonomia descimoni är en fjärilsart som beskrevs av Lemaire 1971. Lonomia descimoni ingår i släktet Lonomia och familjen påfågelsspinnare. Inga underarter finns listade i Catalogue of Life.